# Az Omega összes koncertfelvétele 1.
Az Omega összes koncertfelvétele 1. az Omega 1960-as és 1970-es években készült koncertfelvételeinek gyűjteményes kiadása.

## CD 1.

### Omega Klub 1968
1. Nem tilthatom meg (Presser Gábor – S. Nagy István)

#### Közreműködött
- Benkő László – zongora, vokál
- Kóbor János – ének, ritmusgitár
- Laux József – dob, ütőhangszerek
- Mihály Tamás – basszusgitár, vokál
- Molnár György – gitár
- Presser Gábor – orgona, vokál

### Országos turné 1972
Megegyezik az Élő Omega anyagával, amely tulajdonképpen az együttes negyedik stúdióalbuma 1972-ből.
1. Hűtlen barátok (Mihály Tamás – Kóbor János)
2. Blues (Molnár György)
3. Egy nehéz év után (Mihály Tamás – Kóbor János – Sülyi Péter)
4. Törékeny lendület (Molnár György – Kóbor János – Sülyi Péter)
5. Omegautó (Molnár György – Kóbor János – Sülyi Péter)
6. Régvárt kedvesem (Mihály Tamás – Kóbor János)
7. Emlék – Csenddé vált szerelem (Mihály Tamás – Kóbor János – Sülyi Péter)
8. Eltakart világ – Egy perc nyugalom (Mihály Tamás – Kóbor János – Sülyi Péter)
9. Varázslatos fehér kő (Benkő László, Debreczeni Ferenc, Mihály Tamás, Molnár György – Kóbor János – Sülyi Péter)

## CD 2. – Kisstadion 1977
Az anyag több kuriózumnak számító felvételt tartalmaz. A Ne legyen ezen a kiadványon jelent meg először magyarul, stúdiófelvétele eredetileg csak angolul készült (Never feel shame) (a magyar stúdióváltozat 2013-ban készült az Omega Oratórium albumra). A Family Strong a Metamorfózis I. korai angol változata, az 1978-ban megjelenő Skyrover albumra Metamorphosis címen, eltérő szöveggel került fel. A Párbeszéd csak ezen a felvételen jelent meg.
A koncertről fennmaradt egy bootleg-felvétel is, amely hosszabb, mint a hivatalosan kiadott anyag. 2022-ben azonban ez a felvétel hivatalosan  is megjelenik, a 60 éves jubileum alkalmi újrakiadások között, a GrundRecords gondozásában.
1. A névtelen utazó (Omega – Sülyi Péter)
2. Ne legyen (Benkő László – Kóbor János)
3. Napot hoztam, csillagot (1. rész) (Omega – Sülyi Péter)
4. Időrabló + Napot hoztam, csillagot (2. rész) (Omega – Sülyi Péter)
5. Nem tudom a neved (Mihály Tamás – Kóbor – Sülyi)
6. Family Strong (Omega – Sülyi Péter) (Metamorfózis I.)
7. A bűvész (Molnár György- Kóbor János- Sülyi Péter)
8. Éjféli koncert (Omega – Sülyi Péter)
9. Párbeszéd (Omega)
10. A könyvelő álma (Omega – Sülyi Péter)

### Közreműködött
- Benkő László – billentyűs hangszerek, vokál
- Debreczeni Ferenc – dob, ütőhangszerek
- Kóbor János – ének
- Mihály Tamás – basszusgitár, vokál
- Molnár György – gitár

Vendégek:
- Karácsony János – gitár (Éjféli koncert)
- Zalatnay Sarolta – ének (Párbeszéd)
- Debreczeni Csaba – dob, ütőhangszerek (Párbeszéd)
- Postássy Juli, Várszegi Éva – vokál (Éjféli koncert, Párbeszéd, A könyvelő álma)

## CD 3. – Kisstadion 1979
Megegyezik az Élő Omega Kisstadion ’79 anyagával. Az eredetileg két hanglemezes album egy CD-n jelent meg.
1. Sze-Vosztok (Omega)
2. Gammapolis I. (Omega – Várszegi Gábor)
3. Nem tudom a neved (Mihály Tamás – Kóbor János – Sülyi Péter)
4. Léna (Omega – Várszegi Gábor)
5. Start (Omega)
6. Napot hoztam, csillagot (a lemezborítón Időrabló címmel) (Omega – Sülyi Péter)
7. Éjféli koncert (Omega – Sülyi Péter)
8. Ezüst eső (Omega – Várszegi Gábor)
9. Csillagok útján(Omega – Várszegi Gábor)
10. Őrültek órája(Omega – Várszegi Gábor)
11. Metamorfózis II. (Omega – Sülyi Péter)
12. Finálé (Omega, Ludwig van Beethoven)
13. Metamorfózis I. (Omega – Sülyi Péter)